# طريقة الوصول المتعدد

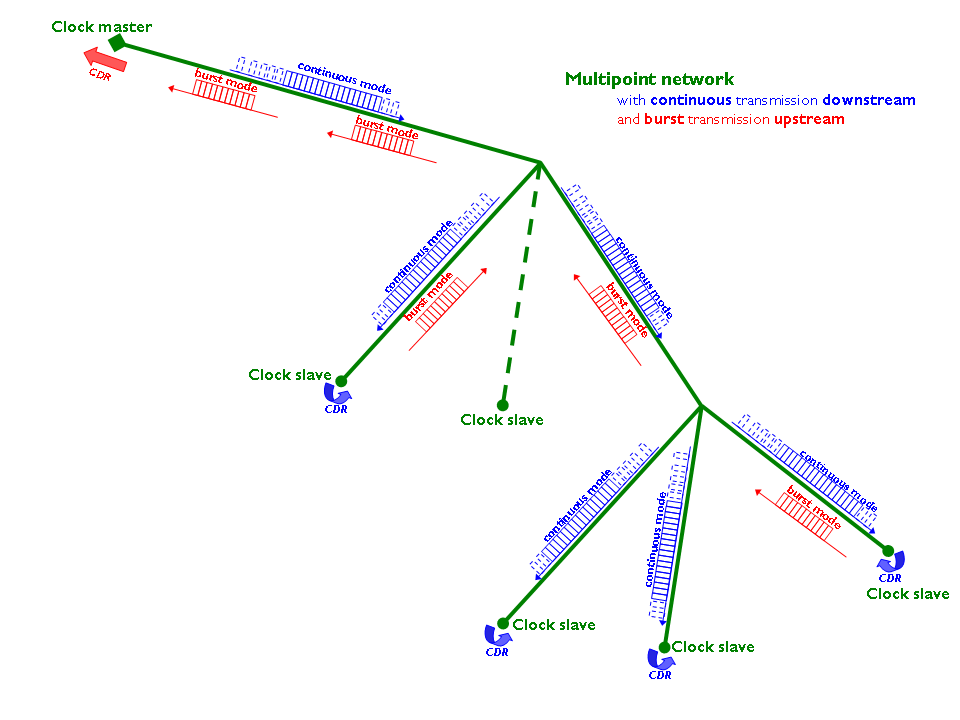

في الاتصالات وشبكات الحاسوب، طريقة الوصول المتعدد (بالإنجليزية: Multiple Access Method)‏ أو طريقة الوصول القنوي (بالإنجليزية: Channel Access Method)‏ تعرّف بأنها طريقة تسمح لعدة قنوات بالتشارك في نفس الوسط الفيزيائي والإرسال والاستقبال من خلال هذا الوسط وأيضا التشارك في مساحة الوسط.

## أمثلة على وسط فيزيائي مشترك
- شبكات مربوطة على التوالي (Bus Network).
- شبكات حلقية (Ring Networks).
- المحاور الشبكية (Hub Networks).
- الشبكات اللاسلكية (Wireless Networks).

## أنواع طرق الوصول المتعدد
1. الوصول المتعدد عبر تقسيم الترددات (Frequency Division Multiple Access).
2. الوصول المتعدد عبر تقسيم الوقت (Time Division Multiple Access).
3. الوصول المتعدد عبر تقسيم الحزمات (Packet Mode Multiple Access).

1. ↑  "معلومات عن طريقة الوصول المتعدد على موقع jstor.org". jstor.org. مؤرشف من الأصل في 2020-01-10.

الشيفرات (Code Division Multiple Access).